# وزارة الصحة (اليونان)
وزارة الصحة (باليونانية: Υπουργείο Υγείας)‏ هي الوزارة المسؤولة عن إدارة النظام الصحي في اليونان. يشغل منصب الوزير الحالي أدونيس جورجياديس، وهو نائب رئيس الديمقراطية الجديدة وعضو البرلمان اليوناني عن دائرة أثينا بي1.

### وزراء الصحة (منذ سبتمبر 2015)
| اسم                 | تولى منصبه     | ترك المكتب            | حزب                 |
| ------------------- | -------------- | --------------------- | ------------------- |
| أندرياس زانثوس      | 23 سبتمبر 2015 | 9 يوليو 2019          | سيريزا              |
| فاسيليس كيكيلياس    | 9 يوليو 2019   | 31 أغسطس 2021         | الديمقراطية الجديدة |
| ثانوس بليفريس       | 31 أغسطس 2021  | 26 مايو 2023          | الديمقراطية الجديدة |
| أنستاسيا كوتانيدو   | 26 مايو 2023   | 27 يونيو 2023         | مستقل               |
| ميكاليس كريسوكويديس | 27 يونيو 2023  | 4 يناير 2024          | الديمقراطية الجديدة |
| أدونيس جورجياديس    | 4 يناير 2024   | مايجب في الوضع الراهن | الديمقراطية الجديدة |